# Aptesis femoralis
Aptesis femoralis är en stekelart som först beskrevs av Thomson 1883.  Aptesis femoralis ingår i släktet Aptesis och familjen brokparasitsteklar. Arten är reproducerande i Sverige. Inga underarter finns listade.